# Cobargo
Cobargo – miasto w Australii, w stanie Nowa Południowa Walia.